# Американский жиголо
«Американский жи́голо» (англ. American Gigolo) — криминальная мелодрама 1980 года.

## Сюжет
Джулиан Кей жиголо, его работа — доставлять удовольствие женщинам. Он живёт на широкую ногу: со вкусом одевается и водит дорогую машину. Во время одной из встреч он знакомится с Мишель Страттон, супругой высокопоставленного политика. Мишель несчастлива в браке. Она постепенно увлекается Джулианом и они начинают регулярно встречаться.
Одну из клиенток Джулиана убивают. В ночь убийства он был с другой женщиной Лизой Уильямс, которая не хочет предоставлять ему алиби, опасаясь за свою репутацию. Ситуация становится всё хуже, Джулиан понимает, что его хотят подставить. Детектив Сандей во время допроса даёт понять, что Джулиан основной подозреваемый. После того как кто-то подбросил ему улики в его дом, Джулиан вынужден скрыться от полиции. Он приходит к своему сутенёру Леону, но тот отказывает в помощи. В возникшей перебранке Леон выпадает с балкона, хотя Джулиан и пытался его спасти.
В конце концов, Джулиан сдаётся полиции. Неожиданно Мишель нанимает адвокатов и даёт Джулиану алиби, сказав следствию, что, якобы, он был с ней в ночь убийства. При свидании в тюрьме Мишель признаётся Джулиану, что без ума влюблена в него и готова на всё, даже на бесчестие.

## Подбор актёров
- Изначально роль Джулиана была предложена Джону Траволте, но после того, как он отказался, отошла Ричарду Гиру. Узнав о том, что Траволта не будет участвовать в проекте, актриса Джули Кристи отказалась играть Мишель Страттон, и её заменила Лорен Хаттон[2].

## В ролях
- Ричард Гир — Джулиан Кей
- Лорен Хаттон — Мишель Страттон
- Гектор Элизондо — детектив Сандей
- Билл Дьюк — Леон
- Нина Ван Паландт — Энн
- Кей Калан — Лиза Уильямс

## Номинации
В 1981 году фильм был номинирован на получение премии «Золотой глобус» в двух категориях:
- Лучшая оригинальная музыка — Джорджо Мородер
- Лучшая оригинальная песня («Call Me») — Дебби Харри, Джорджо Мородер